# Churchill Park
Il Churchill Park è uno stadio della città di Lautoka nelle Figi. È attualmente utilizzato soprattutto per le partite di calcio ed ospita i match casalinghi del Lautoka Football Club. Lo stadio ospita anche le partite di tornei internazionali di rugby a 15, come ad esempio la IRB Pacific Nations Cup e la Pacific Rugby Cup, oltre ai match delle competizioni locali come la Colonial Cup e la Coppa Sanyo. Lo stadio può contenere fino a 18.000 persone, con una ristrutturazione in atto lo stadio potrà contenere 7.000 persone in più.